# Wiski (Biała Podlaska)
Wiski es un pueblo ubicado en la gmina Tuczna, distrito de Biała Podlaska, voivodato de Lublin, Polonia.

## Superficie
Cuenta con una superficie de 13,73 kilómetros cuadrados.

## Demografía
Hasta 2011 la población era de 108 habitantes, con una densidad de población de 7,866 habitantes por kilómetro cuadrado. Estaba conformada por 52 hombres (48,1%) y 56 mujeres (51,9%), según el censo de la Oficina Central de Estadística.